# Trinidad Ríus
Salvador de la Trinidad Ríus i Torres (Barcelona, 1868-1920) fue un empresario y político de Cataluña, España. Fue comerciante naviero y diputado al Congreso por el distrito electoral de Mataró en las elecciones generales de 1899, 1903 y 1907. Con otros empresarios barceloneses, el 3 de mayo de 1907 constituyó la Mutua General de Seguros (actual MGS Seguros) para practicar el mutualismo, no sólo con los obreros sino también con los empresarios. En 1912 constituyó la Compañía Española de Fomento en África para establecer depósitos comerciales al Protectorado español de Marruecos.